# Населення Кокосових Островів
Населення Кокосових Островів. Чисельність населення країни 2015 року становила 596 осіб (237-ме місце у світі). Чисельність населення островів залишається стабільним, природний приріст — 0 % (197-ме місце у світі) . 

## Природний рух

### Відтворення
Дані про коефіцієнт потенційної народжуваності відсутні.
Природний приріст населення в країні 2014 року становив 0 % (197-ме місце у світі).

### Вікова структура
Дані про очікувану середню тривалість життя 2015 року відсутні.

## Розселення
Густота населення країни 2015 року становила 39 осіб/км² (174-те місце у світі).

## Расово-етнічний склад
| Етнічний склад (2015 рік) | Етнічний склад (2015 рік) | Етнічний склад (2015 рік) | Етнічний склад (2015 рік) | Етнічний склад (2015 рік) |
| ------------------------- | ------------------------- | ------------------------- | ------------------------- | ------------------------- |
| Етнос:                    |                           |                           | Відсоток:                 |                           |
| малайці                   | малайці                   |                           | 85%                       | 85%                       |
| європейці                 | європейці                 |                           | 15%                       | 15%                       |

Головні етноси країни: європейці — 15 %, малайці — 85 %.

## Мови
| Мови Кокосових Островів (2015 рік) | Мови Кокосових Островів (2015 рік) | Мови Кокосових Островів (2015 рік) | Мови Кокосових Островів (2015 рік) | Мови Кокосових Островів (2015 рік) |
| ---------------------------------- | ---------------------------------- | ---------------------------------- | ---------------------------------- | ---------------------------------- |
| Мова:                              |                                    |                                    | Відсоток:                          |                                    |
| англійська                         | англійська                         |                                    | %                                  | %                                  |
| малайська                          | малайська                          |                                    | %                                  | %                                  |

Офіційна мова: англійська. Інші поширені мови: малайська (місцевий діалект).

## Релігії
| Релігії Кокосових Островів (2002 рік) | Релігії Кокосових Островів (2002 рік) | Релігії Кокосових Островів (2002 рік) | Релігії Кокосових Островів (2002 рік) | Релігії Кокосових Островів (2002 рік) |
| ------------------------------------- | ------------------------------------- | ------------------------------------- | ------------------------------------- | ------------------------------------- |
| Віросповідання:                       |                                       |                                       | Відсоток:                             |                                       |
| мусульмани                            | мусульмани                            |                                       | 80%                                   | 80%                                   |
| інші                                  | інші                                  |                                       | 20%                                   | 20%                                   |

Головні релігії й вірування, які сповідує, і конфесії та церковні організації, до яких відносить себе населення країни: іслам (сунізм) — 80 %, інші — 20 % (станом на 2002 рік).

## Охорона здоров'я
Дані про смертність немовлят до 1 року, станом на 2015 рік, відсутні.

### Захворювання
Кількість хворих на СНІД невідома, дані про відсоток інфікованого населення в репродуктивному віці 15—49 років відсутні. Дані про кількість смертей від цієї хвороби за 2014 рік відсутні.

## Соціально-економічне становище
Дані про кількість осіб, що перебувають за межею бідності, відсутні. Дані про розподіл доходів домогосподарств у країні відсутні.

### Трудові ресурси
Дані про трудові ресурси 2015 року відсутні. Економічно активне населення островів працює на компанію Cocos Islands Cooperative Society Ltd (будівельники, вантажники, ліхтерники), також зайняте як обслуговчий персонал у туристичній галузі. Безробіття 2000 року дорівнювало 60 % працездатного населення (204-те місце у світі).

## Гендерний стан
Дані про статеве співвідношення населення островів відсутні.

### Українською
- Атлас. 10-11 клас. Економічна і соціальна географія світу / упорядники :  О. Я. Скуратович, Н. І. Чанцева. — К. : ДНВП «Картографія», 2010. — ISBN 978-966-475-639-3.
- Атлас світу / голов. ред. І. С. Руденко ; зав. ред. В. В. Радченко ; відп. ред. О. В. Вакуленко. — К. : ДНВП «Картографія», 2005. — 336 с. — ISBN 9666315467.
- Безуглий В. В. Економічна і соціальна географія зарубіжних країн : Навчальний посібник. — К. : ВЦ «Академія», 2007. — 704 с. — ISBN 978-966-580-239-6.
- Безуглий В. В., Козинець С. В. Регіональна економічна і соціальна географія світу : Навчальний посібник. — видання 2-ге, доп., перероб. — К. : ВЦ «Академія», 2007. — 688 с. — ISBN 966-580-144-9.
- Головченко В. І., Кравчук О. Країнознавство: Азія, Африка, Латинська Америка, Австралія і Океанія. — К., 2006. — 335 с. — ISBN 966-8939-04-2.
- Гудзеляк І. І. Географія населення: Навчальний посібник / І. Гудзеляк. — Л. : Видавничий центр ЛНУ імені Івана Франка, 2008. — 232 с. — ISBN 978-966-613-599-8.
- Дахно І. І. Країни світу: Енциклопедичний довідник / І. І. Дахно, С. М. Тимофієв. — К. : Мапа, 2011. — 606 с. — (Бібліотека нового українця) — ISBN 978-966-8804-23-6.
- Дахно І. І. Економічна географія зарубіжних країн : навчальний посібник. — К. : Центр учбової літератури, 2014. — 319 с. — ISBN 978-611-01-0682-5.
- Джаман В. О. Регіональні системи розселення: демографічні аспекти. — Чернівці : Рута, 2003. — 392 с. — ISBN 9665685988.
- Дорошенко Л. С. Демографія: Навчальний посібник. — К. : МАУП, 2005. — 112 с. — ISBN 966-608-442-2.
- Дубович І. А. Країнознавчий словник-довідник. — 5-те вид., перероб. і доп. — К. : Знання, 2008. — 839 с. — ISBN 978-966-346-330-8.
- Економічна і соціальна географія країн світу. Навчальний посібник / За ред. Кузика С. П. — Л. : Світ, 2002. — 672 с. — ISBN 966-603-178-7.
- Загальна медична географія світу / В. О. Шевченко [та ін.] — К. : [б.в.], 1998. — 178 с.
- Ігнатьєв П. М. Країнознавство: Країни Азії. — Ч. : Книги-XXI, 2004. — 383 с. — ISBN 966-8029-53-4.
- Книш М. М., Мамчур О. І. Регіональна економічна і соціальна географія світу (Латинська Америка та Карибські країни, Африка, Азія, Океанія) : навч. посіб. — Л. : ЛНУ ім. Івана Франка, 2013. — 368 с. — ISBN 978-617-10-0007-0.
- Крисаченко В. С. Динаміка населення: Популяційні, етнічні та глобальні виміри. — К. : Видавництво Національного інституту стратегічних досліджень, 2005. — 368 с. — ISBN 966-554-083-1.
- Любіцева О. О., Мезенцев К. В., Павлов С. В. Географія релігій. — К. : АртЕК, 1999. — 504 с. — ISBN 966-505-006-0.
- Масляк П. О. Країнознавство. — К. : Знання, 2007. — 292 с. — (Вища освіта XXI століття)
- Масляк П. О., Дахно І. І. Економічна і соціальна географія світу / П. О. Масляк, І. І. Дахно ; за ред. П. О. Масляка. — К. : Вежа, 2003. — 280 с. — ISBN 966-7091-53-8.

### Російською
- (рос.) Австралия // Демографический энциклопедический словарь / главн. ред. Валентей Д. И. — М. : Советская энциклопедия, 1985. — 608 с.
- (рос.) Малаховский К. В. Кокосовые (Килинг) острова // Страны и народы. Австралия и Океания. Антарктида / Редкол. П. И. Пучков (отв. ред.) и др. — М. : «Мысль». — 301 с. — (Страны и народы) — 180 тис. прим.
- (рос.) Атлас народов мира / Отв. ред. С. И. Брук и В. С. Апенченко. — М. : ГУГК ГГК СССР и Институт этнографии им. Н. Н. Миклухо-Маклая АН СССР, 1964. — 185 с. — 20 тис. прим.
- (рос.) Численность и расселение народов мира. Этнографические очерки / под ред. С. И. Брука. — М. : Издательство АН СССР, 1962. — 487 с.
- (рос.) Лаппо Г. М. География городов: Учебное пособие для географических факультетов вузов. — М. : Туманит, изд. центр ВЛАДОС, 1997. — 476 с. — ISBN 5-691-00047-0.
- (рос.) Ягельский А. География населения. — М. : Прогресс, 1980. — 383 с.